# Кууль (приток Рывеема)
Кууль — река на Дальнем Востоке России, протекает по территории Иультинского района Чукотского автономного округа. Длина реки — 49 км.
Название в переводе с чукот. куул — «глубокая».
Берёт истоки с северных склонов горы Тройная Чукотского нагорья, впадает в Рывеем слева, в окрестностях посёлка Ленинградский.
В бассейне реки имеются месторождения золота.
Притоки: Петух, Бригольгоут, Озерки, Верховый, Ветвистый, Ветка, Левый.